# Wat ik voor je voel
Wat ik voor je voel is een single uit 2010 van Jo Vally. Het nummer is afkomstig van het album Recht uit het hart.